# Physopsis viscida
Physopsis viscida là một loài thực vật có hoa trong họ Hoa môi. Loài này được (E.Pritz.) Rye miêu tả khoa học đầu tiên năm 1996.